# Rejouabilité
 (août 2015).
- Si vous ne connaissez pas le sujet, laissez ce bandeau (vous pouvez alors contacter les auteurs).
- Si vous supprimez le contenu mis en cause (vous pouvez préalablement contacter les auteurs),

argumentez précisément cette suppression dans la page de discussion
(un manque de référence n'est pas un argument ; une recherche réelle de référence doit avoir été effectuée, être formellement documentée).
La rejouabilité est un terme généralement utilisé dans le domaine du jeu vidéo, mais il peut également être utilisé pour la musique ou le cinéma. Pour un jeu vidéo, il désigne l’intérêt pour le joueur d’y rejouer, une fois qu’il l'a déjà terminé,.
Ce terme s'emploie le plus souvent dans le cadre d'un jeu solo ; les jeux multijoueurs étant le plus souvent par nature jouables pendant une longue durée, du fait du système de progression et des season pass et DLC réguliers. 
Plusieurs facteurs peuvent influer sur la rejouabilité d'un jeu vidéo : des personnages supplémentaires, une fin alternative, ou tout simplement un jeu plaisant, de par sa musique ou son univers dense.

## Facteurs influant sur la rejouabilité

### Le scénario
Un jeu dont le scénario est dit « linéaire » possède une moins grande rejouabilité qu'un jeu dont le scénario est non linéaire. Un jeu au scénario non linéaire voit son environnement, ou des événements varier en fonction du  choix d'un joueur. Les jeux offrant une bonne rejouabilité grâce à leur scénario sont souvent des jeux de stratégie, des roguelike ou encore des jeux de simulation. Dans le cas des jeux vidéo de rôle, ou RPG, les jeux les plus anciens ont tendance à ne proposer qu'un scénario unique.

### Classes multiples
En début de jeu (notamment les jeux vidéo de rôle), un joueur peut avoir à choisir entre différentes classes de personnages. Une classe s'accompagne dans la plupart des cas d'aptitudes et de capacités propres, ou de bonus de départ. Dans Diablo par exemple, le joueur peut choisir entre le guerrier, l'archer ou le magicien et recommencer le jeu pour tester ces différentes classes.
Un jeu dont la liberté de scénario est relativement faible peut être fortement rejouable grâce à ses nombreuses classes de personnages. C'est le cas du premier opus de Final Fantasy : bien que le scénario soit globalement invariable, le joueur choisit 4 personnages parmi 6 classes ce qui lui offre 54 possibilités différentes. Le joueur peut ainsi recommencer à sa guise jusqu'à obtenir la combinaison la plus efficace en combat.
En plus de cela, de nombreux roguelike proposent un choix de sous-classes renforçant encore la rejouabilité. Le jeu Dungeon Crawl propose un choix de vingt-deux races et vingt-trois classes, ce qui offre un total de 654 combinaisons possibles, avec des combinaisons plus viables que d'autres.

### Personnages multiples
Dans certains jeux vidéo de rôle, comme Skies of Arcadia, le joueur contrôle un groupe de personnages, et peut en intégrer de nouveaux en fonction de ses choix. Un joueur peut ainsi chercher à « collectionner » tous les personnages disponibles, en recommençant le jeu.
Dans certains jeux tels que Sonic and Knuckles ou les jeux vidéo Lego, les personnages peuvent explorer des zones de jeu inaccessibles pour les autres.

### Fin alternative
Une des manières courantes d'augmenter la rejouabilité d'un jeu est d'implanter différentes fins possibles. Celles-ci sont la plupart du temps basées sur les choix du joueur pendant sa partie (s'il a choisi d'être bon ou mauvais par exemple).
Le jeu Metroid en est un exemple précoce en termes d'utilisation de fin alternative. En effet les fins diffèrent avec le temps qu'à mis le joueur à terminer le jeu.
Star Wars: Knights of the Old Republic possède différentes fin, ou le joueur choisit l'orientation du personnage Revan du côté obscur ou lumineux de la force.
La série de jeux vidéo Silent Hill est également connue pour posséder au moins trois fins différentes. Dans le jeu Silent Hill 2, pas moins de six fins alternatives sont proposées : quatre fins « classiques », et deux fins humoristiques, la première où le héros découvre que l'histoire du jeu est le fait d'un chien contrôlant la ville, et la seconde où le héros est enlevé par des extraterrestres.
Dans Grand Theft Auto IV, le personnage principal Niko Bellic doit choisir entre la vengeance et le compromis envers son ennemi juré, Dimitri Rascalov. La principale différence réside dans la mort de Roman, le cousin du héros, ou de Kate, sa fiancée. L'ironie de l'histoire, c'est la mort dans les deux cas de Jimmy Pegorino, qui conseille le héros dans son choix final.
Dans Fable 2, le joueur peut choisir entre trois fins différentes : « Sacrifice », dans lequel le joueur peut ressusciter de nombreux inconnus, morts dans la construction d'un bâtiment. La seconde fin, « l'Amour », permet au héros de réanimer sa sœur ainsi que son chien. Le dernier choix soumis au héros est la « Richesse », qui voit le héros s'enrichir considérablement.

### Terminer le jeu
Un jeu peut être rejoué uniquement dans l'objectif de le terminer dans son intégralité. Ce phénomène s'est accentué avec l'arrivée des succès ou trophées apparus avec les consoles Xbox 360 et PlayStation 3. Voici quelques exemples d'éléments qui peuvent être demandés afin de finir un jeu :
- Éléments à réunir : Dans un très grand nombre de jeu, il est demandé aux joueurs de collectionner des éléments, cachés dans les niveaux du jeu, comme des drapeaux dans Assassin's Creed ou des paquets cachés dans Grand Theft Auto: Vice City.
- Temps limité : Il est parfois demandé au joueur de terminer le jeu, dans son intégralité ou pour une mission par exemple, en ne dépassant pas un temps précis. C'est le cas de Grand Theft Auto IV, ou de Prince of Persia, où le joueur doit rallier un point à un autre en un certain temps.
- Quêtes secondaires : Dans la plupart des jeux vidéo de rôle, des quêtes secondaires permettent d'augmenter considérablement la rejouabilité d'un jeu. C'est le cas de The Elder Scrolls V: Skyrim où de nombreuses quêtes secondaires sont disponibles, et sont nécessaires pour terminer le jeu.
- Augmentation des statistiques : Dans certains jeux, les statistiques d'un joueur, telle que le nombre d'ennemi tué peut faire l'objet d'une récompense. Dans la série Gears of War, un succès est débloqué après avoir tué un grand nombre d'ennemis. Borderlands 2 permet quant à lui d'augmenter légèrement les capacités du joueur lorsqu'il atteint certains paliers de ses statistiques.
- Objectifs divers : Le système de succès et de trophées peut proposer des objectifs variés : réussir un combo, débloquer un contenu...

### Nouvelle sauvegarde +
Dans certains cas, la réussite d'une partie et le visionnage de la fin ouvre le droit au joueur de recommencer à nouveau le jeu, dans une « nouvelle sauvegarde + », qui offre de nouvelles possibilités, un niveau de difficulté accrue, etc.
Cette pratique de développement s'est rapidement répandue dans le jeu vidéo, au point de devenir un standard de certains types de jeu.
De nombreux jeux proposent une nouvelle sauvegarde +, comme Horizon Zero Dawn, Star Wars: Jedi Fallen Order, etc.

### Jeu en ligne
En plus d'augmenter la durée de vie d'un jeu vidéo, le jeu en ligne peut également être source de rejouabilité. Le mode prestige apparu dans Call of Duty 4: Modern Warfare permet au joueur de réinitialiser sa progression, afin de bénéficier uniquement d'avantages cosmétiques.

### Rejouabilité obligatoire
La rejouabilité de certains jeux n'est pas une option. C'est le cas des jeux dits die and retry (« mourir et ressayer ») tel que Don't Starve ou encore Super Meat Boy. Le joueur n'a qu'une seule vie, et doit recommencer le niveau en cas de défaite. Des jeux tels que Diablo 3 nécessitent de recommencer le mode histoire afin de pouvoir augmenter la difficulté du jeu.
Dans d'autres, la rejouabilité n'est pas seulement un argument marketing pour le jeu, mais la mécanique principale, comme dans la série Hitman, débutée en 2016 avec Hitman (2016), où le genre du jeu, dit « sandbox », associé aux nombreux défis internes au jeu à réaliser, augmente grandement la durée de vie du jeu. les développeurs ont ainsi cherché à donner envie aux joueurs de refaire plusieurs fois les différentes missions, afin de les découvrir en totalité et de les apprécier pleinement[réf. nécessaire].